# Citroën Méhari
De Citroën Méhari is een personenauto van het merk Citroën die tussen 1968 en 1988 werd geproduceerd. De auto is gebaseerd op het chassis en de motor van een Citroën 2CV, met een carrosserie vervaardigd van ABS-kunststof. Er werd een versie met voorwielaandrijving geleverd en een versie met vierwielaandrijving. De naam verwijst naar het woord méhariste, een Franse koloniale soldaat uit Algerije, die een kameel berijdt.

## Geschiedenis
Deze lichtgewicht terreinauto werd gebruikt voor recreatieve doeleinden, maar ook ingezet door het Franse leger en Gendarmerie. Hetzelfde concept, met de carrosserie en motor van een 2CV, werd ook ingezet voor productie in de derde wereld. De Citroën FAF (Facile à Fabriquer) was een aluminiumversie van de 2CV die wel wat leek op een Méhari en bedoeld was voor Afrika. In Vietnam werd de Dalat geproduceerd. Daarnaast bestond er nog de uitvoering Pony die in Griekenland geproduceerd werd. De 4×4-versie werd in 1979 aan het programma toegevoegd. Het bleef echter een zeldzame verschijning, er zijn er nog geen 1500 van verkocht.
Concurrent Renault bracht als tegenhanger de Renault Rodeo op de markt, gebaseerd op een Renault 4. Die werd echter niet veel buiten Frankrijk geëxporteerd. In 1970 werd de Méhari naar de Verenigde Staten geëxporteerd.

### Kleuren
Doordat de Méhari een lowbudgetproduct was, was deze slechts in een beperkt aantal kleuren verkrijgbaar:
| Kleuren              | 1968 - 1969 | 1969 - 1975 | 1976 - 1977 | 1978 - 1979 | 1980 - 1982 | 1983 - 1987 |
| -------------------- | ----------- | ----------- | ----------- | ----------- | ----------- | ----------- |
| Hopi (rood)          |             |             |             |             |             |             |
| Tibesti (groen)      |             |             |             |             |             |             |
| Montana (groen)      |             |             |             |             |             |             |
| Kirghiz (oranje)     |             |             |             |             |             |             |
| Kalahari (beige)     |             |             |             |             |             |             |
| Hoggar (beige)       |             |             |             |             |             |             |
| Atacama (geel)       |             |             |             |             |             |             |
| Azur (wit met blauw) |             |             |             |             |             |             |

### De Méhari in films
- De Méhari werd veelvuldig gebruikt in de verschillende Le Gendarme-films met Louis de Funès.
- In The Life Aquatic with Steve Zissou wordt een Méhari getoond.
- In Mees Kees op kamp (2013) wordt het schoolhoofd met een rode Méhari weggebracht.
- In de tweede serie van Q & Q (kunst en vliegwerk) reed Opa Quarles van Ispen in een groene Méhari.

### Auto's geïnspireerd door de Méhari
- De Mega Tjaffer was een automodel van Aixam, dat als Mega ook auto's produceerde. De Tjaffer was geïnspireerd op de Méhari en gebaseerd op de Citroën AX. Het modulaire vrijetijdsvoertuig dat werd gebouwd tussen 1992 en 1998 kon afhankelijk van de behoefte omgebouwd worden tot pick-up, break, coupé of cabriolet.
- In 2016 bracht Citroën een elektrische strandauto geïnspireerd op de Méhari op de markt, de Citroën e-Méhari.